# Proces progresywnej personalizacji
Proces progresywnej personalizacji − w antropologii filozoficznej (personalizm chrześcijański) zespół zmian zachodzących podczas ontogenezy człowieka, w którym z "ja" nieświadomego osoba staje się "ja" świadomym.

## Pojęcie
Personalizm chrześcijański zakłada istnienie osoby od momentu poczęcia. Człowiek nie staje się osobą w miarę rozwoju osobniczego. Rozwój ten jednak nazywany ontogenezą człowieka lub przez część antropologów chrześcijańskich procesem progresywnej personalizacji, charakteryzuje się wyodrębnieniem etapów, których nie można zaobserwować u innych zwierząt (ssaków), są to: 
- coraz dobitniej manifestująca się świadomość
- przejście z heteronomii do autonomii
- przejście z pasywności do aktywności osoby historycznej
- nabycie określonego sposobu zachowania, nazywanego osobowością[1]

Procesem odwrotnym nie jest proces depersonalizacji. W pewien sposób etapy procesu progresywnej personalizacji odwracają się w procesie umierania. Osoba nigdy jednak nie przestaje być osobą. Forma jej egzystencji nie może być jednak przedmiotem badania filozoficznego w taki sam sposób jak do momentu śmierci, tzn. w oparciu o przesłanki empiryczne (medycyna, psychologia, psychiatria, biologia).